# 君の名は。
『君の名は。』（きみのなは、英 : Your Name.）は、2016年公開の日本のアニメーション映画。
コミックス・ウェーブ・フィルム製作。新海誠脚本・監督。主演（声の出演）は神木隆之介と上白石萌音。作画監督は安藤雅司、キャラクターデザインは田中将賀が務めた。
東京に暮らす少年・瀧（たき）と飛騨地方の山深い田舎町で暮らす少女・三葉（みつは）の身に起きた「入れ替わり」という謎の現象と、1200年ぶりに地球に接近するという「ティアマト彗星」をめぐる出来事を描く。
前作『言の葉の庭』から3年ぶりとなる、新海の6作目の劇場アニメーション映画。『星を追う子ども』以来2作目の製作委員会方式を取り、前作『言の葉の庭』が東宝映像事業部配給、全国23館だったのに対し、本作では東宝が配給を担当し全国約300館という大規模な興行となった。
日本国内の興行収入が250.3億円を超え、当時の日本歴代興行収入ランキングでは『千と千尋の神隠し』『タイタニック』『アナと雪の女王』に次ぐ第4位となった。世界での興行収入は3.61億ドル（日本円で414.4億円）を記録し、日本映画では世界歴代興行収入で『千と千尋の神隠し』に次ぐ2位となった。

## あらすじ

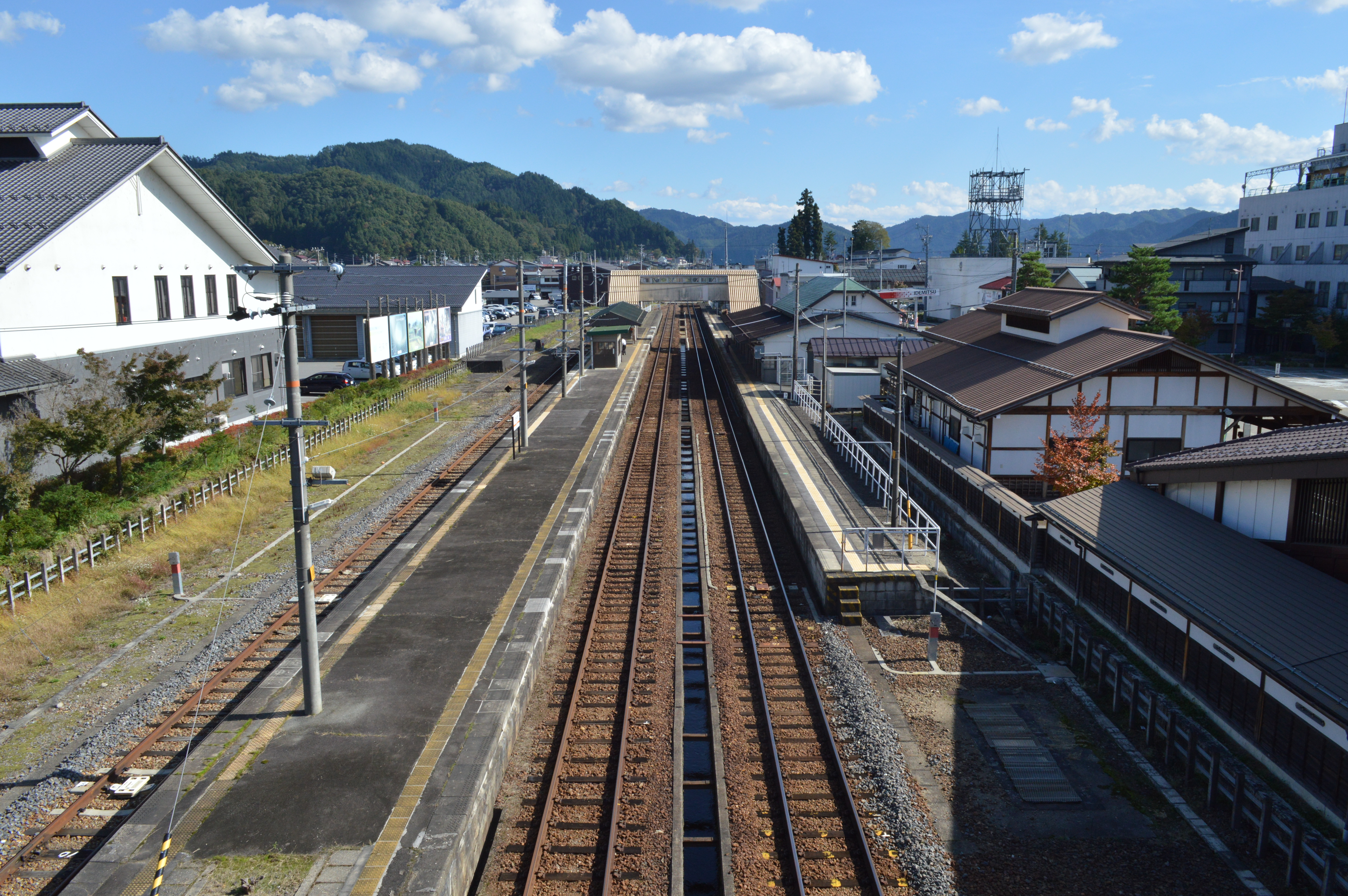
瀧が三葉に会いに行く駅のモデルとなった飛騨古川駅。

プロローグ
東京の四谷に暮らす男子高校生・立花 瀧は、ある朝、目を覚ますと飛騨地方の山深い田舎町である糸守町に住む女子高生で宮水神社の巫女を務める宮水 三葉になっており、逆に三葉は瀧になっていた。2人とも「奇妙な夢」だと思いながら、知らない誰かの一日を過ごす。
翌朝、無事に元の身体に戻った2人は入れ替わったことをほとんど忘れていたが、その後も週に2、3回の頻度でたびたび「入れ替わり」が起きたことと周囲の反応から、それがただの夢ではなく実在の誰かと入れ替わっていることに気づく。性別も暮らす環境もまったく異なる瀧と三葉の入れ替わりには困難もあったが、互いに不定期の入れ替わりを楽しみつつ次第に打ち解けていく。
序盤
しかし、その入れ替わりは突然途絶え、何の音沙汰も無くなった三葉を心配した瀧は、記憶をもとに描き起こした糸守の風景スケッチのみを頼りに飛騨へ向かう。瀧の様子を不思議に思い、心配していた友人の藤井 司とバイト先の先輩の奥寺 ミキも同行する。しかし、ようやく辿り着いた糸守町は、3年前に「ティアマト彗星」の破片が隕石となって直撃したことで消滅しており、三葉やその家族、友人も含め住民500人以上が死亡していたことが判明。この事実を知った瀧は、激しくショックを受ける。
しかし、瀧は以前三葉と入れ替わっている時に口噛み酒を宮水神社の御神体へ奉納した記憶を思い出し、2人と別れて町のはずれのカルデラの中心にある御神体へと一人で向かう。そして、その御神体が実在していたことで「入れ替わり」が自分の妄想ではなく、2人の入れ替わりには3年のタイムラグがあったことを確信する。瀧はもう一度入れ替わりが起きることを願いながら、3年前に奉納された三葉の口噛み酒を飲む。
中盤
目覚めると隕石落下の日の朝の三葉の身体に入っていた瀧は、三葉の友人である勅使河原 克彦、名取 早耶香の2人と共に、住民を避難させるために変電所を爆破し町一帯を停電させ、町内放送を電波ジャックして避難を呼びかけるという無謀な作戦を画策する。しかし、その計画の要である三葉の父（町長）・俊樹を説得しようとするが、妄言だと一蹴される。
避難計画は順調に進まず、三葉本人なら町長を説得できると思った瀧（身体は三葉）は、三葉（身体は瀧）に会うため御神体がある山を登る。その途中で、瀧は当時中学生だった3年前、見知らぬ女子高生に声を掛けられたことを思い出す。その女子こそが、瀧に会うためにはるばる東京へやって来た、三葉だった。三葉の自分に対する想いに初めて気づいた瀧は、涙を流しながらも、山を登り続ける。一方で三葉は瀧がどのようにふるまうか期待と不安を抱いて東京に行ったのだが、瀧が自分のことを知らないと分かった後、町に帰ってから髪を短く切っていた。
終盤
御神体のところで瀧の姿で目覚めた三葉は、外輪山に上り彗星の破片の落ちた町の跡を見た。一方、三葉の姿の瀧は三葉の名を叫びながら外輪山を駆け上がっていった。2人が生きている世界には3年のタイムラグがあったため、時を超えて聞こえる声を頼りに互いの姿を探すが、声だけで姿は見えなかった。しかし黄昏（糸守町ではカタワレ時と呼ばれている）が訪れるとお互いの姿が見え、入れ替わりが元に戻り、初めて2人は時を超えて、直接会話することができた。周囲は暗さを増してカタワレ時も終わりかけている時、瀧はフェルトペンを取り出し、「目が覚めても忘れないようにさ」と言いながら三葉の手のひらに何かを書く。そして、「名前を書いておこうぜ」と続けて三葉にフェルトペンを手渡す。しかし、三葉が瀧の手のひらに文字を書き入れようとした瞬間にカタワレ時は終わってしまい、2人はそれぞれ元いた世界へ引き離されてしまう。
三葉は、瀧から住民らを救出する計画を引き継ぎ下山する。勅使河原と計画通りに町を停電させ、早耶香が避難指示の放送を流すが、その電波ジャックも町役場に見つかって阻止され、避難は進まない。改めて父親を説得するために町役場へ向かう三葉だったが、途中の坂で転倒してしまい諦めかける。いつの間にか瀧の名前を忘れてしまっていた三葉は、名前を思い出すために手のひらを開く。そこには「すきだ」と書かれていた。その言葉に励まされた三葉は前を向いて、再び町役場へと走り出す。そしてその後、ティアマト彗星の破片が糸守町に落下した。
エピローグ
月日は流れ、瀧が「入れ替わり」という不思議な出来事に遭ってから5年後、たまたま住民が避難訓練をしており、ほとんど死者が出なかった糸守町への隕石衝突から、8年後へと舞台は移る。
瀧は就活に苦戦する毎日、三葉たちは東京で暮らしていた。たまに町中でお互いの気配を感じることはあったが、もはや入れ替わりのことは忘れており、ただ「漠然と『誰か』を探している」という、切実な思いだけが残っていた。
さらに月日が流れたある春の日、たまたま並走する別々の電車の車窓からお互いを見つけた2人は、それぞれ次の駅で降り、互いの下車駅に向かって走り出す。そして、ようやく住宅地の神社の階段で再会した瀧と三葉は、涙を流しながら互いの名前を尋ねた。

### 作品内の時間の経過
- 2013年夏（9月2日）から（三葉）、2016年夏（9月2日）から（瀧）の入れ替わりが起こるようになる。
- 2013年10月4日（20時42分） ティアマト彗星の破片が糸守町に落下。
- 2016年晩秋（11月頃） 瀧、奥寺、司が岐阜県飛騨地方を訪問。
- 2021年秋 糸守町への隕石落下から8年。
- 2022年4月（桜満開の雨上がりの朝） 瀧と三葉の再会。

## 登場人物

### 主人公
立花 瀧（たちばな たき）
声 - 神木隆之介
本作の主人公の1人。東京の都心に住む男子高校生。2016年夏の時点で17歳、東京都立神宮高校の2年生（2年C組の隣のクラス）。実際は三葉より3歳年下。誕生日に関しては、新海は「僕のなかでは2人ともなんとなく12月1日生まれということにしていました」と述べている。
霞が関勤務の父と2人暮らしのようで、新海は「母親は数年前に離婚したんだと思っています」と述べている。家からは東京タワーが見える。絵を描くことが得意で、建築や美術に興味を持っている。
日々友人らと楽しく過ごし、イタリアンレストラン「IL GIARDINO DELLE PAROLE」でウェイターのアルバイトをしており、同じバイト先の先輩・奥寺ミキへ密かに好意を寄せている。
好色な一面もあり、宮水三葉と入れ替わった日は起床後に毎回彼女の胸を揉んでおり、その様子を起こしに来た妹の四葉に見られていたため、カタワレ時に入れ替わりが解けて直接2人が出会った際には、三葉に文句を言われていた。
外伝小説では三葉になっている時に炊事当番として、レストランの料理を簡略化したものを振舞っている。
宮水 三葉（みやみず みつは）
声 - 上白石萌音
本作の主人公の1人。山深い田舎町の岐阜県糸守町に住む女子高校生。2013年夏の時点で17歳、岐阜県立糸守高校の2年3組。実際は瀧より3歳年上。誕生日に関しては、新海は「僕のなかでは2人ともなんとなく12月1日生まれということにしていました」と述べている。黒髪をえんじ色の組紐で結んでいるが、終盤では組紐をカチューシャにしている。好きな動物はハリネズミ。大雑把な性格だが裁縫ができるなど女子力はある。
妹の四葉とともに宮水神社の巫女を務める。母親の二葉は既に病死。町長である父の俊樹は家を出ており、祖母の一葉、小学生の妹の四葉と3人で暮らしている。祖母との衝突の末に出ていった父親に対し、複雑な感情を持っている。
家系の神社や父の選挙運動、田舎の生活などに嫌気がさしており、東京での華やかな暮らしに憧れている。エピローグでは東京で暮らしている。
性別的な矜持から立花瀧との入れ替わりでは、彼が勝手に自身の体を触ったり、入浴したりすることを禁止している。

### 糸守町の住人
宮水 四葉（みやみず よつは）
声 - 谷花音
三葉の妹。しっかりした性格で、2013年の時点で小学4年生の9歳。祖母や姉と一緒に神社の家業を手伝う。瀧と入れ替わった三葉の普段と異なる奇妙な行動に周章狼狽し、事あるごとにぞっとした顔で「やばい」「変」などと形容する。母の死や父親との離別は幼少の頃だったためよく覚えておらず、三葉とは異なり父親に対する葛藤はない。終盤では高校生に成長した姿で、ワンカットのみ登場。
宮水 一葉（みやみず ひとは）
声 - 市原悦子
三葉と四葉の祖母で宮水神社の宮司。2013年の時点で82歳。三葉と瀧以外で2人の「入れ替わり」に気付いた数少ない人物の一人。
娘の二葉が亡くなり婿養子の俊樹が家を出たあと、孫の三葉と四葉を育てながら、宮水神社の歴史と伝統を教えている。神職を棄て政治に明け暮れる俊樹を「バカ息子」と表現し、快く思っていない。
漫画版では、2021年時点でも存命であることが語られている。
宮水 俊樹（みやみず としき）
声 - てらそままさき
三葉と四葉の父で婿養子。2013年の時点で54歳で、民俗学者。宮水神社に婿入りして神職に就いたが、二葉を亡くした後に一葉と対立し、神社を出て糸守町の町長となる。
エンドロールでは「宮水 トシキ」と片仮名でクレジットされている。
外伝小説では、旧姓「溝口 俊樹」と記述されている。
宮水 二葉（みやみず ふたば）
声 - 大原さやか
三葉と四葉の母であり、一葉の一人娘でもある。瀧が見た三葉の回想シーンのみの登場で、劇中ではすでに病気のため故人となっている。夫の俊樹より12歳年下。
勅使河原 克彦（てしがわら かつひこ）
声 - 成田凌
三葉の同級生。2013年の時点で17歳。三葉に好意を持っている。あだ名は「テッシー」。坊主頭が特徴。地元の建設会社、勅使河原建設の社長の息子。月刊『ムー』の愛読者で、オカルト好きの機械オタク。郷里への愛憎は半々で、自身の立場から現状改善への具体策に着手し、瀧（身体は三葉）の共感を得た。
2021年12月には東京で早耶香と近々結婚する話をしていた。
勅使河原は、新海の『小説 言の葉の庭』第7話に登場する、相澤祥子の中学時代の友人・勅使河原から名前が取られている。
名取 早耶香（なとり さやか）
声 - 悠木碧
三葉の同級生で、親友。2013年の時点で17歳。穏やかな性格だが、両手がふさがっていたとはいえドアを足で開けるなど、ぞんざいなこともある。勅使河原に好意を寄せている。あだ名は「サヤちん」。2021年12月には勅使河原と近々結婚する話をしていた。小説版によると家が「母子姉妹三連続で町内放送担当」で、本人も学校の放送部に所属。町役場に勤める姉も劇中に一瞬だけ登場する。劇場公開時は、瀧らが古川図書館で調べた『糸守町彗星災害 犠牲者 名簿目録類』に誤って「沙耶香」と書かれていたが、映像ソフト化の際に修正された（制作途中のキャラクター設定画では「沙耶香」という表記が使われていた）。
早耶香は、新海の『小説 言の葉の庭』第7話に登場する、相澤祥子の中学時代の友人・早耶香から名前が取られている。
ユキちゃん先生
声 - 花澤香菜
三葉の通う高校の古典教師。新海の前作『言の葉の庭』のヒロインで古典教師の雪野百香里、本人である。
本作で「ユキちゃん先生」が登場する2013年9月の時点で『言の葉の庭』の雪野百香里は東京在住であったが、その彼女がなぜ本作で糸守にいるのかについては、パンフレットでは「観る人の想像次第」とされている。キャラクターデザインの田中がツイッター上で絶賛した作品でもある。
彼女が授業を行うシーンでは『言の葉の庭』と同様に『万葉集』（巻十 2240番歌）が引用されていて、本作のキーワードの一つとなっている。
勅使河原の父
声 - 茶風林
勅使河原建設の社長。三葉の父親とは懇意の間柄であり、町長選挙運動期間には彼を全面的にバックアップしている。
勅使河原の母
声 - かとう有花

### 東京の住人
奥寺 ミキ（おくでら ミキ）
声 - 長澤まさみ
瀧のアルバイト先の先輩。美人でオシャレな優しい性格の女子大生で、同アルバイトで働く多くの男子から大人気。喫煙者である。
2021年に久々に瀧と会った際には婚約指輪をはめており、近々結婚することを瀧に話していた。新海はこのことに関して、「あくまでも裏設定ですが、司は奥寺先輩と婚約したのだと思っています」と述べている。
原作小説では、2021年時点でアパレルメーカーの千葉支店に勤務していることが記述されている。
藤井 司（ふじい つかさ）
声 - 島﨑信長
瀧の同級生。クールな性格で、瀧と同じく建築に興味がある。瀧、高木と同じレストランでアルバイトをしている。2021年10月の時点では左手薬指に指輪をしており、新海は「あくまでも裏設定ですが、司は奥寺先輩と婚約したのだと思っています」と述べている。
高木 真太（たかぎ しんた）
声 - 石川界人
瀧の同級生。大柄でサッパリした人物で、見た目は体育会系。瀧と同じく建築に興味がある。瀧、司と同じレストランでアルバイトをしている。
瀧の父
声 - 井上和彦
霞が関に勤め、瀧と家事を分担しながら、マンションで2人暮らしをしている。

### その他の登場人物
- 神宮高校の男子生徒・糸守町の消防団員役でRADWIMPSの桑原彰、武田祐介が出演している[27]。
- 瀧、奥寺、司が糸守へ向かう途中に立ち寄ったラーメン屋の主人[注 26]、三葉を陰で非難するヤンキー系の同級生3人組（松本、花、桜[注 27]）は登場シーンが多いにもかかわらず、ENDロールにキャラクター名はクレジットされていない。
- その他 - 寺崎裕香、小野塚貴志、滑川洋平、辻美優、浜添伸也、佐藤奏美、合田慎二郎、菊池康弘、ひなたたまり、山根希美、新祐樹、村上達哉、長谷川暖、バロン山崎、珠希美碧、井上優、宇佐美涼子、森嵜美穂、南嶋毅、大前愛華、山口智大、中務貴幸、松川央樹、根来彰子、大南悠、塙愛美、田端美保、松坂愛子、富岡英里子、山本栄司、ラヴェルヌ知輝、大川春菜、池田優音、兼光ダニエル真、C.Elliott Wong、スタンザーニ・ピーニ詩文奈、クリス・マッケナ（英語版）

## 作品の舞台
公開後、モデルとなった場所にファンが訪れる、いわゆる「聖地巡礼」が話題となり、各地でそれに合わせた取り組みが行われている。本作の製作委員会も「聖地」の近隣住民から騒音等の苦情があることを発表し、ファンに節度ある行動を求めている。2016年ユーキャン新語・流行語大賞で「聖地巡礼」がトップテンに選出された際に受賞趣旨で、本作における聖地巡礼の流行が話題となったことに言及されている。

### 糸守町
糸守町（いともりまち）は、岐阜県の架空の町。主人公の三葉が住み、本作の主要な舞台となる。飛騨地方がモデルとなっている。綾瀬町・羽衣市に隣接している。
- 公開前から新海は「飛騨地方をイメージに据えた」と公言し、公開当初には岐阜県飛騨市とのタイアップによるプロモーション活動が行われた[33]。また、劇中の日記アプリ上で、現在地が岐阜県高山市と表示されている場面があり、コンビニでは「高山警察署」と表示されている場面がある。
- 飛騨市役所観光課では巡礼コースの紹介を公式サイトで行っている[34]。また、飛騨市古川町では、40もの商店にて、映画の半券で特典のあるクーポン機能を実施していたほか、映画に実名で登場する同市の宮川タクシーや、同市神岡町の濃飛タクシーは聖地巡礼コースを販売している[35]。
- 飛騨市では2016年12月提出の補正予算において、商工観光部によるタイアップ事業（濃飛バスの高速バスへのラッピング、巡礼地マップの制作、今後の上映会開催）や、教育委員会による企画展開催（長野県小海町にて2016年に開催されたものを誘致）の費用を計上した[36]。
- 長野県南佐久郡小海町の小海町高原美術館に続き、飛騨市美術館にて、2017年1月7日から2月19日までの期間、映画の企画書や絵コンテ、設定資料などが出品された、「『君の名は。』展」が開催された[37]。
- 本編中で瀧たちが糸守について調べた図書館のモデルとなった飛騨市図書館[34][38]では撮影禁止ではなく、カウンターで許可を得た上でほかの利用者の顔が識別できないように撮影してほしいと呼びかけ聖地巡礼に理解を求めた[39]。

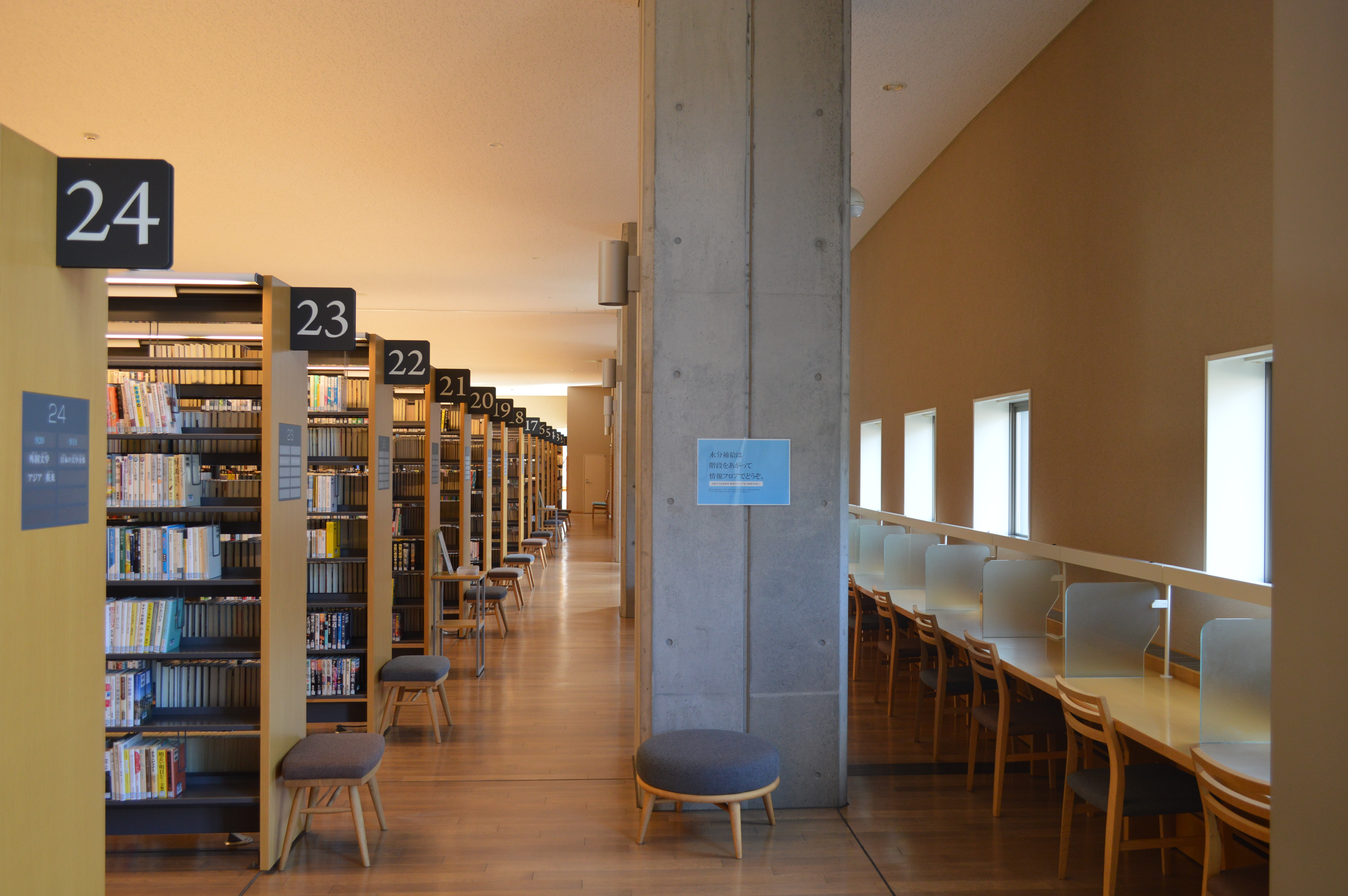
図書館のモデルとなった飛騨市図書館

#### 施設
- 糸守駅：早耶香曰く「列車は2時間に1本」くる。
- コンビニ「MYショップ」：三葉曰く「9時に閉まる」
- スナック「マザー」「割愛」：隣接している。
- 糸守小学校：明治時代に建造された木造建築物で1970年に県の重要文化財に指定されていた。四葉が通っていた。
- 糸守高校：三葉が通っていた高校。
- 本屋・歯科医院がない。
- クレーター湖を望む展望台がある。
- 宮水神社：446年から存在する神社。宮水家の家業でもある。
- 本編中には「中部電力糸守変電所」が登場するが、中部電力は「そのような施設は実在せず、フィクションとして楽しんでほしい」という趣旨の声明を発表している[40]。
- 飛騨地方には映画館がないため、「聖地」とされる飛騨地方の住民は地方から出なければ本作を見ることができない[注 28]。これを受け、2016年11月6日には飛騨市文化交流センターにて飛騨市では初めての上映が行われる運びとなった。この上映会は定員の都合で鑑賞できなかった市民が多かったために同年12月11日にも開催された[41][42]。
- 東海旅客鉄道（JR東海）は、本作の1シーン（飛騨古川駅と東海道新幹線名古屋駅）の絵柄を使用したコラボTOICAを予約限定で販売。2017年1月30日より予約を開始し、同年4月中旬より配送が開始された。なお、在来線デザインは牧瀬里穂が出演したCM「クリスマス・エクスプレス」である[43][44][45][46]。
- 「監督・新海誠による初期イメージボード ©2016「君の名は。」製作委員会」の糸森町の図[47]が、岐阜県下呂市小坂地域の南飛騨やすらぎ街道から見た景色[48]に非常に類似している。また、下呂市小坂地域は岐阜県側の御嶽山登山口だが、御嶽山四ノ池[49]が御神体のあるカルデラ[50]にそっくりである。

### 東京都立神宮高等学校

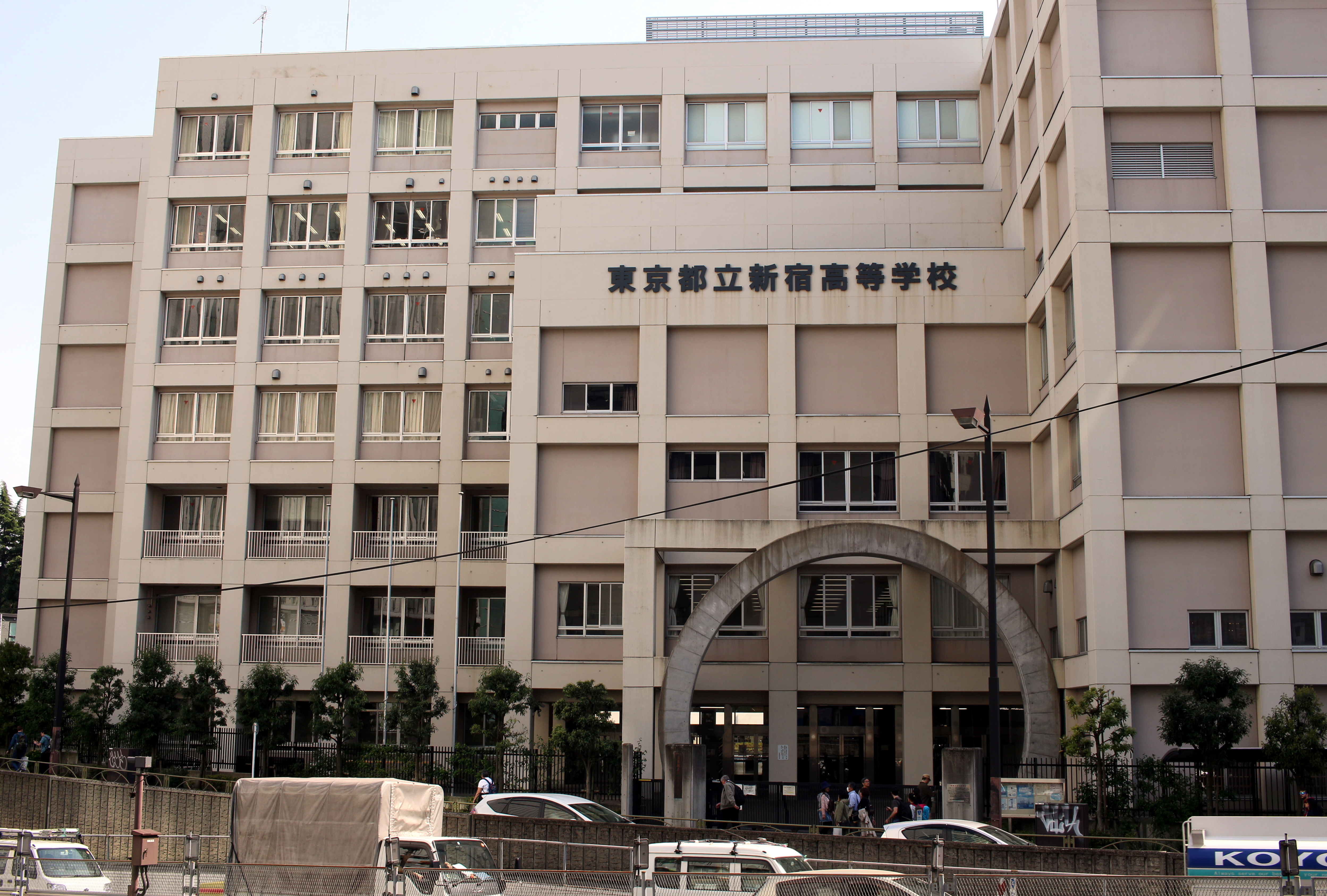
外観のモデルとなった新宿高等学校

東京都立神宮高等学校（とうきょうとりつ じんぐうこうとうがっこう）は主人公の瀧が通学している架空の東京都立高等学校。
東京都渋谷区神宮前に所在する青山高等学校の場所に位置しており、外観は新宿区内藤町にある新宿高等学校、内観は広島市中区にある基町高等学校がモデルとなっている。

### 長野県
- 新海は、自身の中での糸守湖の最初期のイメージを自身の出身地である長野県南佐久郡小海町の松原湖と大月湖である、とツイッターで述べている[51]。
- 松原湖近くの小海町高原美術館にて、2016年10月23日から12月25日までの期間、映画の企画書や絵コンテ、設定資料などが出品された、「『君の名は。』展」と称する企画展が行われた[51]。

### 東京都

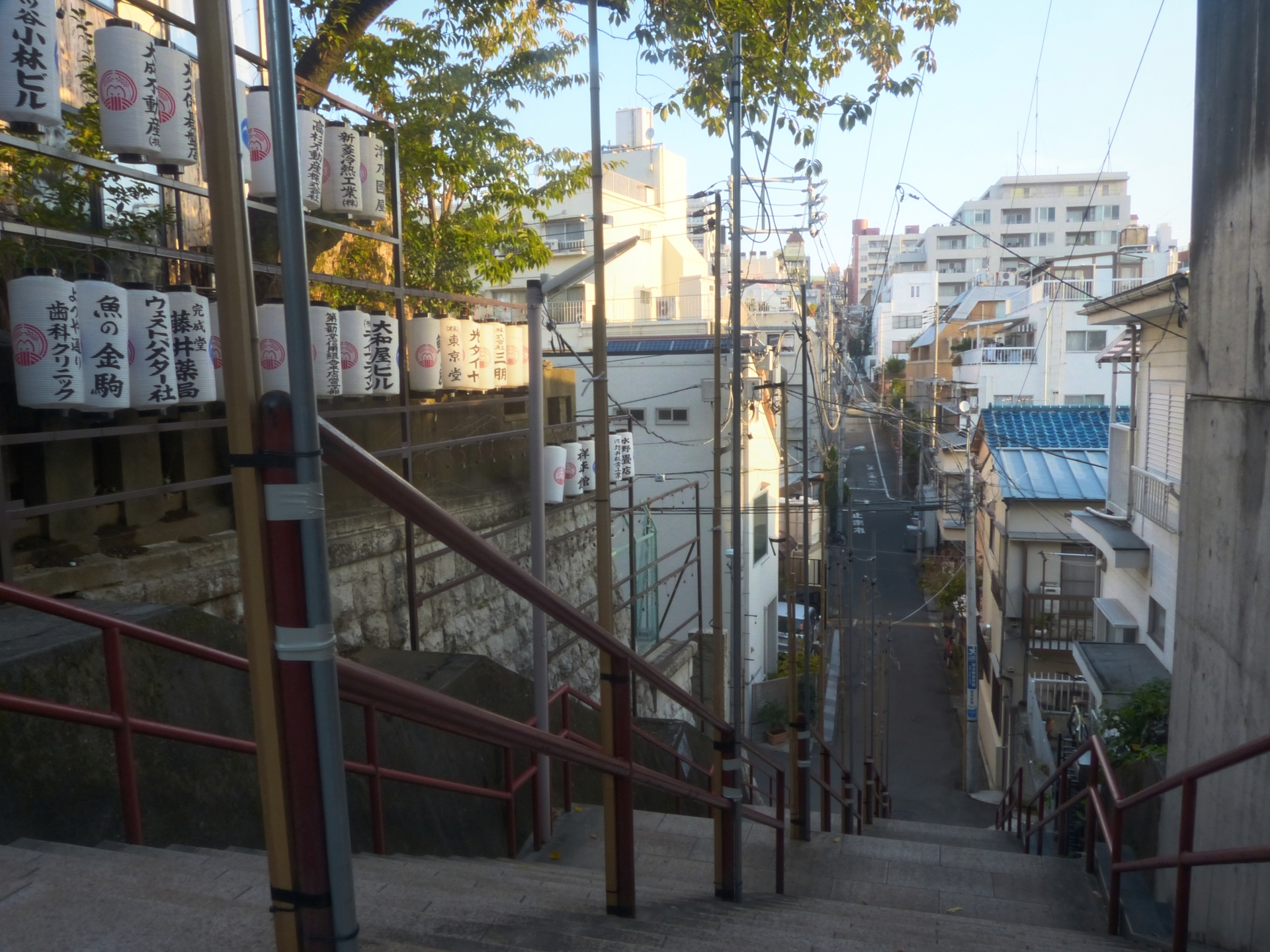
舞台となった須賀神社の石段

- 映画のキービジュアルや本編ラストシーンで三葉と瀧が再会するシーンでは、東京都新宿区の須賀神社の参道にある石段が登場し（本編でも傍らの石柱に「須賀神社」の文字が見える[52]）、多数のファンが訪れ[53]、階段で写真を撮る人の行列が10 - 20人と並ぶほどであった[10]。
- 本編中では四ツ谷駅（瀧の自宅最寄駅）、千駄ケ谷駅（大人になった三葉が再会時に下車した駅）、代々木駅（三葉が中学生の瀧を見つけた駅、大人になった瀧が三葉を一瞬見かける駅）、新宿駅（瀧の高校最寄駅、大人になった瀧が再会時に下車した駅）、北参道駅（大人になった三葉の自宅最寄駅）、東京駅が登場する。また、信濃町駅前の歩道橋や明治神宮外苑の聖徳記念絵画館、西武新宿駅前の大型街頭ビジョン、新宿警察署裏交差点なども登場する[54]。新海の過去作品でも度々登場するNTTドコモ代々木ビル（ドコモタワー）は、本作でも東京の風景の一つとして描かれている[55]。

- 本編中で瀧がアルバイトをしているレストラン「IL GIARDINO DELLE PAROLE」（イタリア語で「言の葉の庭」を意味する）は、新宿にあるレストラン「カフェ ラ・ボエム 新宿御苑」がモデルとなっている[56]。

### 秋田県
- 本編中で三葉が列車に乗るシーンで、一瞬だけ登場する駅舎の三角屋根や周囲の風景、単線のカーブの様子が秋田内陸縦貫鉄道の前田南駅に酷似していると話題になり[57]、秋田内陸縦貫鉄道では2016年10月7日から11月6日までの期間、急行「もりよし」の下り1本を同駅に臨時停車させたほか、駅の待合室内に訪問者向けのノートを設置した[58]。

### その他
瀧と三葉が走りながら名前を呼び合うシーンの円い外輪山は、日本ファルコムのアクションロールプレイングゲーム『イース』の舞台である「エステリア」に存在する外輪山「バギュ＝バデット」をモチーフにしている。

## ムスビとほだし
作中で、主人公の少女・三葉の祖母が神道の概念「ムスビ」について語るシーンがあり、たびたび言及される本作のキーワードのひとつとなっている。2016年11月28日放送『クローズアップ現代+』の「想定外!?『君の名は。』メガヒットの謎」でインタビューを受けた新海は、放送翌日Twitterにて、ムスビを「番組的な結論」としたものであったと指摘し「僕は映画には「ムスビを大切にする」という意図は込めていません。ムスビ（絆）は「ほだし（人を縛るもの）」と両義で、若者を自立から阻むものでもあるからです。」と補足訂正している。

## スタッフ
| 監督・原作・脚本・絵コンテ・編集 | 新海誠 |
| キャラクターデザイン             | 田中将賀、安藤雅司 |
| 製作                             | 市川南、川口典孝、大田圭二 |
| 共同製作                         | 井上伸一郎、弓矢政法、畠中達郎、善木準二、坂本健 |
| 企画・プロデュース               | 川村元気 |
| エグゼクティブプロデューサー     | 古澤佳寛 |
| 作画監督                         | 安藤雅司（チーフ作画監督）、井上鋭、土屋堅一、廣田俊輔、黄瀬和哉                                                                                         |
| 脚本協力                         | 加納新太 |
| 巫女舞創作・振付                 | 中村壱太郎 |
| 演出                             | 居村健治 |
| 回想シーン演出・原画・撮影       | 四宮義俊 |
| 撮影チーフ                       | 福澤瞳 |
| 撮影                             | 三木陽子、李周美、藤田賢治、津田涼介、八木昌彦、岩井和也、新海誠                                                                                         |
| 3DCGチーフ                       | 竹内良貴 |
| 3DCG                             | 宮原眞、河合完治、山元隼一 |
| 美術監督                         | 丹治匠、馬島亮子、渡邉丞 |
| 美術設定                         | 高橋武之 |
| 色彩設計                         | 三木陽子 |
| 音響監督・整音                   | 山田陽 |
| 音響効果                         | 森川永子 |
| 音楽                             | RADWIMPS |
| 音楽プロデューサー               | 成川沙世子 |
| 制作プロデューサー               | 酒井雄一 |
| プロデューサー                   | 武井克弘、伊藤耕一郎 |
| 制作                             | コミックス・ウェーブ・フィルム |
| 製作                             | 「君の名は。」製作委員会 （東宝、コミックス・ウェーブ・フィルム、KADOKAWA、ジェイアール東日本企画、アミューズ、voque ting、ローソンHMVエンタテイメント） |

## 制作
本作の着想は、新海が東日本大震災発生後の2011年7月に宮城県名取市閖上へ訪れたことで得た。「ここは自分の町だったかもしれない。自分が閖上のあなただったらと思い、もしも自分があなただったら」という、立場が入れ替わる映画を作ろうと思ったという。新海がこの訪問時に描いた日和山のスケッチは展覧会などで展示されている。
キャッチコピーは、「まだ会ったことのない君を、探している」。遠く離れた土地に暮らす、まだ出会う前の少年と少女というモチーフは、新海が2014年に手掛けたZ会のCM「クロスロード」から着想を得たもので、さらに2つの日本の古典、小野小町の和歌「思ひつつ 寝ればや人の 見えつらむ 夢と知りせば 覚めざらましを」（古今和歌集）と、男児を「姫君」として女児を「若君」として育てる『とりかへばや物語』を設定に取り込んだ。また、1950年代のメロドラマ『君の名は』や男女入れ替わりをモチーフとする大林宣彦監督の映画『転校生』などをリスペクトしながらドラマを作った。しかし『転校生』で描かれたジェンダーの捉え方は今の時代に合っていないと考え、男女入れ替わりをジェンダーを描く装置にしないと決めた。
誰もが楽しめる「ど真ん中」のエンターテインメント、とりわけ10代から20代前半の人に向けた作品を目指して作られた。新海は、観客を励ますような、見終わったあとに気持ちよく劇場を出てもらえる作品を作りたくなったところに、ちょうど東宝の話が決まったといい、自身だけでなくキャラクターデザインの田中将賀、作画監督の安藤雅司、音楽のRADWIMPS、主演の神木隆之介についても「本当に、絶妙なタイミングによってつくらせてもらえた映画」と語っている。
クレジットにおいて新海は「原作・脚本・絵コンテ・編集」と表記されているが、制作において自身が果たした主な役割は絵コンテと編集、特にビデオコンテだと語っている。脚本は新海だけでなく川村元気をはじめとする東宝のチームとの協同だが、絵コンテと、それを元に仮で声も効果音も音楽もつけた100分強のビデオコンテは新海が一人で作り上げた。これまでの作品でも新海は絵コンテとビデオコンテを並行して作成しており、この時点ですでに編集に近いことをやっているともいえるが、従来 Photoshop、After Effects、Audition の3つのソフトを併用して作成していたものを今回は Storyboard Pro で最初からビデオコンテを作るようにし、これによって映画の時間軸をすべてコントロールできたという。劇中の音楽すべてを担当したRADWIMPSとのやりとりも、ビデオコンテで進められた。
本作でキャラクターデザインを担当した田中は、新海の「クロスロード」でもキャラクターデザインと作画監督を担当しており、個人的にも新海と交友があって本作でもキャラクターデザイン・作画監督をオファーされたが、先に『心が叫びたがってるんだ。』の企画が始動していたため都合がつかず、それでもという新海からの要望でキャラクターデザインのみを引き受けるかたちとなった。そこで作画監督は別に探すことになり、実現の可能性を考えずに新海がスタッフに「安藤雅司が好きだ」という話をすると紹介してもらえることになった。当初は現場で使うキャラクター設定表まで田中が描く予定だったが、作画監督に安藤が決まったこともあり、現場でキャラクターを動かすためのデザインは安藤が手掛けたほうがよいとの判断で、設定表からは安藤が担当することとなった。瀧と三葉が入れ替わっているときの表情・仕草などは安藤のキャラクター設定表で描かれた。スタッフロールのキャラクターデザインで田中と安藤の両名がクレジットされている理由はこれによる。なお、本編の作画監督はできなかったものの田中はオープニングの作画監督を務めており、田中がデザインしたキャラクターをもとに安藤が描いたキャラクター設定表をもとに田中がオープニングの作画監督をするのは「すごくへんてこな感じ」だったと語っている。これについて田中は、本編の作画監督は安藤のため、下手に自分が関わるのは雑音にしかならないので「本編には関わりたくない」と断ってきており、「オープニングなら、本編とは切り離せるのではないか」と無理やり自分を納得させた感じだったと語っている。
制作期間は約2年。主な経緯は以下の通り。
- 2014年
  - 5月、新海と川村の初顔合わせ[75]。
  - 7月、新海が企画書作成[75]。この時点では仮題で『夢と知りせば（仮）――男女とりかえばや物語』とされていた[85]。
  - 8月、新海がシナリオ第1稿完成[75]、それから半年ほどかけてシナリオ執筆[75]。同時期にキャラクターデザインも並行して進められた[75]。
  - 10月、川村からRADWIMPSへ楽曲提供依頼[75]。
  - 12月、新海とRADWIMPSの野田の打ち合わせ[75]。
- 2015年
  - 1月ごろからコンテ制作[75]。
  - 2月ごろ、安藤を作画監督に迎え、田中のキャラクターデザインをもとにキャラクター設定画の制作開始[75]。
  - 2 - 3月ごろ、楽曲ラフ完成[75]。
  - 4月、作画開始[75]。
  - 5 - 8月、ロケハン[75]。本作では糸守が完全に架空の町であり設定から創作したため、制作スタッフによるロケハンはほとんど行わなかったという[66]。
  - 8月、キャスティング会議[75]。
  - 9月、キャスト決定[75]。
  - 11月、予告用アフレコ[75]。
  - 12月、制作発表[75]。
- 2016年
  - 1月、レイアウト完成[75]。
  - 2 - 3月、小説執筆[75]。
  - 7月、完成[75]。

### 作品タイトルについて
『君の名は。』というタイトルについて、NHKラジオで放送され、その後映画化された『君の名は』という先行作品があり、新海自身は当初は先行作品とタイトルが被ることを拒み「夢と知りせば」など他のタイトルを検討していた。しかし、締め切り間近の状態でシナリオを読み直した上で川村元気と相談し、「どっか知ってるんじゃないかっていうところに、ひっかかりを、誰かにアクセスしやすいタイトルだとわかって」という結論から、最終的に『君の名は。』のタイトル使用に踏み切った。
タイトルロゴは、次作の『天気の子』と同様に、モリサワのA1明朝をベースにデザインされている。
新海の信仰する伊勢市の「佐瑠女神社」（同市の猿田彦神社の境内に在する）は、本作以降、毎年のように新海とコミックス・ウェーブ・フィルムの寄進により幟が立てられている。この神社の祭神アメノウズメが帰っていった先と言われているのが志摩で、映画化された『君の名は』のロケ地でもある。

### 音楽について
新海は、本作の音楽をRADWIMPSへ依頼したことについて、自身の公式サイトで「実現の可能性を考えもせずRADWIMPSが好きだと答えました」と明かした。「新たな挑戦を求めていた」RADWIMPSがこれに応じ、劇伴を含む全音楽を手がける運びとなった。「曲を聴いた上で作りたいシーンがいくつかある」という新海の要望を受け、RADWIMPSは制作初期から作品に携わり、新曲「前前前世」を含む20曲以上を作り上げた。同曲も含め、採用された主題歌は以下の4曲。
- 「夢灯籠」
- 「前前前世 (movie ver.)」
- 「スパークル (movie ver.)」
- 「なんでもないや (movie ver.)」

これらの主題歌と劇伴22曲を収録したアルバム『君の名は。』は、2016年8月24日にEMI RECORDSから発売された。発売初週に5.8万枚、2週目に3.9万枚を売り上げ、オリコン週間アルバムランキングで2週連続1位を獲得した。2016年11月23日に発売されたRADWIMPSのアルバム『人間開花』には、「前前前世 [original ver.]」と「スパークル [original ver.]」の2曲が収録され、また初回限定盤に付録のDVDには『君の名は。』映画本編に新規カットを加えて構成された「スパークル [original ver.]」のPVが収録されている。
2017年1月には、同年4月に始まる全米公開に合わせて新たに英語に書き下ろされた主題歌4曲を『君の名は。English edition』として1月27日にデジタル版配信、2月22日にCD発売が決定した。また、これら4曲を含む「Your Name.版」として、『Your name.(deluxe edition / Original Motion Picture Soundtrack)』がUS盤で3月10日に発売されることも決定した。

### プロモーションについて
2015年12月にYouTube上に特報動画が公開され、2016年8月の公開ならびに主演に神木隆之介と上白石萌音が起用されることが発表された。翌年4月5日には予告編が公開され、劇中音楽すべてをRADWIMPSが制作することと、8月26日に公開されることが発表された。

## 公開

### 映画祭・プレミア上映
| 上映日                                 | 映画祭・イベント名                                  | 国・地域                         | 備考                                                                                 |
| -------------------------------------- | --------------------------------------------------- | -------------------------------- | ------------------------------------------------------------------------------------ |
| 2016年7月3日                           | Anime Expo 2016                                     | アメリカ合衆国・ロサンゼルス     | ワールドプレミアとして上映。                                                         |
| 2016年7月7日                           | 完成披露試写会                                      | 日本・東京                       | TOHOシネマズ六本木ヒルズにて行われ、新海監督と出演者が七夕にちなみ浴衣姿で登壇した。 |
| 2016年9月22日・24日                    | 第64回サン・セバスティアン国際映画祭                | スペイン・サン・セバスティアン   | ディストリビューターはセレクタ・ビシオン。                                           |
| 2016年10月9日・12日・15日              | 第21回釜山国際映画祭                                | 韓国・釜山（プサン）             | ガラプレゼンテーション部門にて上映。                                                 |
| 2016年10月14日・15日・16日             | 第60回ロンドン映画祭                                | イギリス・ロンドン               | オフィシャル・コンペティションのノミネート作品として上映。                           |
| 2016年10月22日                         | スコットランド・ラブズ・アニメ                      | イギリス・スコットランド         |                                                                                      |
| 2016年10月23日                         | 第18回プチョン国際アニメーション映画祭              | 韓国・富川（プチョン）           | 長編コンペティション部門の優秀賞と観客賞を受賞。                                     |
| 2016年10月27日                         | 第29回東京国際映画祭                                | 日本・東京                       | Japan Now部門にて上映。                                                              |
| 2016年11月6日                          | Discovery Film Festival 2016                        | イギリス・スコットランド         |                                                                                      |
| 2016年11月13日                         | 第36回ハワイ国際映画祭                              | アメリカ合衆国・ハワイ           |                                                                                      |
| 2016年11月20日                         | 第27回ストックホルム国際映画祭                      | スウェーデン・ストックホルム     |                                                                                      |
| 2016年11月26日・27日                   | 第31回マール・デル・プラタ国際映画祭                | アルゼンチン・マル・デル・プラタ | ディストリビューターはファニメーション。                                             |
| 2016年12月3日・4日                     | Expo Japan MX                                       | メキシコ・メキシコシティ         | 日本物産展における特別上映。ディストリビューターはArcade Media。                     |
| 2016年12月9日・14日                    | 第13回ドバイ国際映画祭                              | アラブ首長国連邦・ドバイ         |                                                                                      |
| 2017年2月25日                          | ニューヨーク国際子ども映画祭                        | アメリカ合衆国・ニューヨーク     | オープニング・スポットライト作品として上映。                                         |
| 2017年2月25日・27日                    | 第36回ブリュッセル・アニメーション映画祭            | ベルギー・ブリュッセル           | 観客賞（最優秀長編アニメーション賞）を受賞。                                         |
| 2017年3月24日・25日                    | 第20回ホラント・アニメーション映画祭                | オランダ・ユトレヒト             |                                                                                      |
| 2017年4月2日                           | Season Film Festival 2017                           | フィンランド・ヘルシンキ         |                                                                                      |
| 2017年4月28日                          | Animocje International Animated Films Festival 2017 | ポーランド・ブィドゴシュチュ     |                                                                                      |
| 2017年4月30日                          | Napoli COMICON 2017                                 | イタリア・ナポリ                 |                                                                                      |
| 2017年7月30日・8月3日・7日・14日・18日 | 第32回星空の映画祭                                  | 日本・長野県                     |                                                                                      |
| 2017年9月4日                           | Japan Film Festival of San Francisco                | アメリカ合衆国・サンフランシスコ |                                                                                      |
| 2017年9月26日・30日                    | Viborg Animation Festival 2017                      | デンマーク・ヴィボー             |                                                                                      |
| 2017年10月28日・11月2日・3日           | Leiden International Film Festival 2017             | オランダ・ライデン               |                                                                                      |

### 全国公開
2016年8月26日、全国301スクリーンで公開が開始された。2D上映のみであるが、一部劇場では聴覚障害者を対象とした日本語字幕付き上映も実施された。公開に先立ち、7月2日より前売券が全国の劇場で発売。全国先着3万名には、新たに公開されたキービジュアルが大きく描かれたクリアファイルが付属する特別前売券が販売された。都内の上映劇場では、上映から1か月近く経過しても依然として全上映回が満席に近い状態が続いたため、9月24日以降は946席の大型劇場を持つTOHOシネマズ日劇でも上映された。
2017年5月の連休頃までにかけては日本各地の映画館で上映が続いていたが、5月5日に数十館で上映が終了、翌週5月12日にもさらに数十館が終了し、15館にまで激減した。その後も週毎に次第に数を減らしていき、6月10日以降は豊島区の「池袋シネマ・ロサ」、川崎市の「チネチッタ」、佐久市の「アムシネマ」、名古屋市の「イオンシネマ名古屋茶屋」、徳島市の「ufotable CINEMA」の5館のみとなった。7月前半には「アムシネマ」、「イオンシネマ名古屋茶屋」が終了。7月末には「池袋シネマ・ロサ」、「ufotable CINEMA」も終了したが、宝塚市の「宝塚シネ・ピピア」が2週間限定で上映を開始、柏市の「キネマ旬報シアター」も上映を開始した。
2016年8月の公開日から上映を続けていた最後の映画館「チネチッタ」では、最終週には音響を増強した「Live Zound」上映を復活させ、最大スクリーンでの上映を行い、8月11日をもって351日間にも及ぶロングラン上映を終了した。これについては新海誠もTwitterで言及している。その翌日からは、世田谷区の「下高井戸シネマ」が2週間限定で、尼崎市の「塚口サンサン劇場」が1週間限定で新たに上映を開始した。日本国内の映画館における通常上映は、365日目（公開から364日後）の2017年8月25日、「キネマ旬報シアター」および「下高井戸シネマ」での上映をもって一旦全て終了した。その後も2020年までにTOHOシネマズ仙台、TOHOシネマズ上野、下北沢トリウッド、秋葉原UDXシアター、川崎チネチッタ、アイシティシネマ、TOHOシネマズ赤池、TOHOシネマズ橿原、TOHOシネマズ梅田、TOHOシネマズなんば、あべのアポロシネマなどで再上映が行われている。2022年、9月30日から期間限定で、全国41館で開催される「新海誠IMAX映画祭」にて、IMAXで上映された。

### 興行成績
興行収入は公開後2日間で7.7億円と、その時点で前作の推定総額1.5億円を遥かに上回った。8月26日金曜日の初日を合わせた3日間では、動員96万人、興行収入12.8億円を記録した。公開から9月22日までの28日間の興行収入が100億円を突破し、日本のアニメーション監督では宮崎駿に続く2人目の達成となった。また、10月3日までの39日間での動員が1000万人を突破した。14週目には興行収入194億円を突破し、193億円の『もののけ姫』を超え、また15週目には興行収入199億円を突破し、196億円の『ハウルの動く城』を超えたため、邦画歴代2位まで浮上したが、後の2020年11月24日に『劇場版 鬼滅の刃 無限列車編』に追い抜かれ、日本映画歴代3位となった。最終興行収入は250.3億円、全世界で414.4億円と、日本で公開された映画としては歴代5位の記録となった。
|                                        | 動員数 （万人） | 動員数 （万人） | 動員数 （万人） | 興行収入 （億円） | 興行収入 （億円） | 備考                                                            |
| 週末                                   | 週末            | 累計            | 週末            | 累計              |                   | 備考                                                            |
| -------------------------------------- | --------------- | --------------- | --------------- | ----------------- | ----------------- | --------------------------------------------------------------- |
| 1週目の週末（2016年8月27日・28日）     | 1位             | 68.8            | 96.0            | 9.3               | 12.8              |                                                                 |
| 2週目の週末（9月3日・4日）             | 1位             | 86.7            | 299.5           | 11.6              | 38.7              |                                                                 |
| 3週目の週末（9月10日・11日）           | 1位             | 85.2            | 481.4           | 11.4              | 62.9              |                                                                 |
| 4週目の週末（9月17日・18日）           | 1位             | 80.0            | 698.0           | 10.8              | 91.0              | 累計動員数および累計興行収入は、9月19日までのもの。             |
| 5週目の週末（9月24日・25日）           | 1位             | 63.7            | 854.5           | 8.6               | 111.7             |                                                                 |
| 6週目の週末（10月1日・2日）            | 1位             | 65.4            | 989.4           | 7.9               | 128.6             |                                                                 |
| 7週目の週末（10月8日・9日）            | 1位             | 51.3            | 1119.6          | 7.0               | 145.6             | 累計動員数および累計興行収入は、10月10日までのもの。            |
| 8週目の週末（10月15日・16日）          | 1位             | 34.7            | 1184.3          | 4.7               | 154.1             |                                                                 |
| 9週目の週末（10月22日・23日）          | 1位             | 35.9            | 1260.9          | 4.8               | 164.1             |                                                                 |
| 10週目の週末（10月29日・30日）         | 2位             | 28.6            | 1320.4          | 3.8               | 171.9             | 週末動員数1位は『デスノート Light up the NEW world』。          |
| 11週目の週末（11月5日・6日）           | 1位             | 21.8            | 1381.3          | 3.0               | 179.7             |                                                                 |
| 12週目の週末（11月12日・13日）         | 1位             | 19.0            | 1420.9          | 2.6               | 184.9             |                                                                 |
| 13週目の週末（11月19日・20日）         | 1位             | 19.1            | 1458.8          | 2.5               | 189.8             |                                                                 |
| 14週目の週末（11月26日・27日）         | 2位             | 15.7            | 1498.6          | 2.1               | 194.9             | 週末動員数1位は『ファンタスティック・ビーストと魔法使いの旅』。 |
| 15週目の週末（12月3日・4日）           | 2位             | 18.4            | 1535.3          | 2.5               | 199.6             | 週末動員数1位は『ファンタスティック・ビーストと魔法使いの旅』。 |
| 16週目の週末（12月10日・11日）         | 5位             |                 | 1578.3          |                   | 205.1             |                                                                 |
| 17週目の週末（12月17日・18日）         | 6位             |                 | 1607.9          |                   | 208.9             |                                                                 |
| 18週目の週末（12月24日・25日）         | 7位             |                 | 1640.8          |                   | 213.3             |                                                                 |
| 19週目の週末（12月31日・2017年1月1日） | 3位             |                 |                 |                   |                   | 年末年始のため計測できず。                                      |
| 20週目の週末（1月7日・8日）            | 3位             |                 | 1768.5          |                   | 229.2             | 累計動員数および累計興行収入は、1月9日までのもの。              |
| 21週目の週末（1月14日・15日）          | 2位             | 12.5            | 1790.9          | 1.7               | 232.3             | 週末動員数1位は『本能寺ホテル』。                               |
| 22週目の週末（1月21日・22日）          | 1位             | 12.4            | 1815.3          | 1.7               | 235.6             |                                                                 |
| 23週目の週末（1月28日・29日）          | 3位             |                 | 1835.2          |                   | 238.3             |                                                                 |
| 24週目の週末（2月4日・5日）            | 4位             |                 | 1851.7          |                   | 240.4             |                                                                 |
| 25週目の週末（2月11日・12日）          | 6位             |                 | 1863.8          |                   | 242.0             |                                                                 |
| 26週目の週末（2月18日・19日）          | 8位             |                 | 1874.6          |                   | 243.4             |                                                                 |
| 27週目の週末（2月25日・26日）          | 7位             |                 | 1884.2          |                   | 244.6             |                                                                 |
| 28週目の週末（3月4日・5日）            | 9位             |                 | 1892.5          |                   | 245.7             |                                                                 |
| 29週目の週末（3月11日・12日）          | 10位            |                 | 1898.8          |                   | 246.5             |                                                                 |
| 30週目の週末（3月18日・19日）          | -               |                 |                 |                   | 247.4             | 累計興行収入は、3月20日までのもの。                             |
| 31週目の週末（3月25日・26日）          | -               |                 |                 |                   | 247.8             |                                                                 |
| 32週目の週末（4月1日・2日）            | -               |                 |                 |                   | 248.3             |                                                                 |
| 33週目の週末（4月8日・9日）            | -               |                 |                 |                   | 248.7             |                                                                 |
| 34週目の週末（4月15日・16日）          | -               |                 |                 |                   | 248.9             |                                                                 |
| 35週目の週末（4月22日・23日）          | -               |                 |                 |                   | 249.1             |                                                                 |
| 36週目の週末（4月29日・30日）          | -               |                 |                 |                   | 249.2             |                                                                 |
| 37週目の週末（5月6日・7日）            | -               |                 |                 |                   | 249.4             |                                                                 |
| 38週目の週末（5月13日・14日）          | -               |                 |                 |                   |                   |                                                                 |
| 39週目の週末（5月20日・21日）          | -               |                 |                 |                   |                   |                                                                 |
| 40週目の週末（5月27日・28日）          | -               |                 |                 |                   |                   |                                                                 |
| 41週目の週末（6月3日・4日）            | -               |                 |                 |                   |                   |                                                                 |
| 42週目の週末（6月10日・11日）          | -               |                 |                 |                   |                   |                                                                 |
| 43週目の週末（6月17日・18日）          | -               |                 |                 |                   |                   |                                                                 |
| 44週目の週末（6月24日・25日）          | -               |                 |                 |                   |                   |                                                                 |
| 45週目の週末（7月1日・2日）            | -               |                 |                 |                   |                   |                                                                 |
| 46週目の週末（7月8日・9日）            | -               |                 |                 |                   |                   |                                                                 |
| 47週目の週末（7月15日・16日）          | -               |                 |                 |                   |                   |                                                                 |
| 48週目の週末（7月22日・23日）          | -               |                 |                 |                   | 250.3             |                                                                 |
| 49週目の週末（7月29日・30日）          | -               |                 |                 |                   |                   |                                                                 |
| 50週目の週末（8月5日・6日）            | -               |                 |                 |                   |                   |                                                                 |
| 最終                                   | -               |                 | 1928.0          |                   | 250.3             | 最終的な累計動員数は1928万人とされる。                          |

### 世界興行
本作は、世界125の国と地域で海外配給が決定していると報じられている。2017年1月18日時点で、全世界での興行収入合計が2億8100万ドルに達し、『千と千尋の神隠し』の2億7500万ドルを抜いて、日本映画として史上最高となったことが伝えられた。2019年9月時点で確認されている世界興収は3億6102万ドルである。全世界での累計動員数は4000万人に達した。
| 国・地域         | 公開日         | 配給                             | 題名                        | 参照                    |
| ---------------- | -------------- | -------------------------------- | --------------------------- | ----------------------- |
| 台湾             | 2016年10月21日 | 傳影互動                         | 你的名字                    | [ 169 ]                 |
| シンガポール     | 2016年11月3日  | Purple Plan                      | 你的名字                    | [ 170 ]                 |
| タイ             | 2016年11月10日 | M Pictures                       | หลับตาฝัน ถึงชื่อเธอ             | [ 171 ] [ 172 ]         |
| 香港 (中国)      | 2016年11月11日 | 新映影片                         | 你的名字。                  | [ 173 ]                 |
| マカオ (中国)    | 2016年11月11日 | 新映影片                         | 你的名字。                  | [ 173 ]                 |
| イギリス         | 2016年11月24日 | Anime Limited                    | Your Name.                  | [ 174 ] [ 175 ]         |
| アイルランド     | 2016年11月24日 | Anime Limited                    | Your Name.                  | [ 174 ] [ 175 ]         |
| オーストラリア   | 2016年11月24日 | マッドマン・エンターテインメント | Your Name.                  | [ 176 ]                 |
| ニュージーランド | 2016年12月1日  | マッドマン・エンターテインメント | Your Name.                  | [ 176 ]                 |
| 中国             | 2016年12月2日  | 華夏電影発行                     | 你的名字。                  | [ 177 ]                 |
| インドネシア     | 2016年12月7日  | アンコール・フィルムズ           | Your Name.                  | [ 178 ]                 |
| マレーシア       | 2016年12月8日  | Purple Plan                      | 你的名字                    | [ 179 ]                 |
| フィリピン       | 2016年12月14日 | Pioneer Films                    | Your Name.                  | [ 180 ]                 |
| フランス         | 2016年12月28日 | ユーロズーム                     | Your Name.                  | [ 181 ]                 |
| 韓国             | 2017年1月4日   | Media Castle                     | 너의 이름은.                | [ 182 ] [ 183 ] [ 184 ] |
| ベトナム         | 2017年1月13日  | アンコール・フィルムズ           | Your Name. – Tên cậu là gì? |                         |
| イタリア         | 2017年1月23日  | Nexo Digital / Dynit             | Your Name.                  | [ 185 ]                 |
| カンボジア       | 2017年2月23日  | JaiKon Cambodia                  | បិទភ្នែកសុបិន នឹកដល់ឈ្មោះអ្នក          |                         |
| アメリカ合衆国   | 2017年4月7日   | ファニメーション                 | Your Name.                  |                         |
| カナダ           | 2017年4月7日   | ファニメーション                 | Your Name.                  |                         |
| スペイン         | 2017年4月7日   | セレクタ・ビシオン               | Your Name.                  | [ 186 ]                 |
| スウェーデン     | 2017年4月12日  | TriArt Film                      | Your Name.                  |                         |
| フィンランド     | 2017年4月21日  | Cinema Mondo                     | Your Name.                  |                         |
| ノルウェー       | 2017年4月28日  | Arthaus                          | Your Name.                  |                         |
| デンマーク       | 2017年5月4日   | Camera Film                      | Your Name.                  |                         |
| メキシコ         | 2017年8月3日   | Cinepolis                        | Tu nombre                   |                         |
| トルコ           | 2017年8月25日  | Başka Sinema                     | Senin Adın                  |                         |
| ロシア           | 2017年9月7日   | Истари комикс                    | Твоё имя                    | [ 187 ] [ 188 ]         |
| ベラルーシ       | 2017年9月7日   | Истари комикс                    | Твоё имя                    | [ 187 ] [ 188 ]         |
| カザフスタン     | 2017年9月7日   | Истари комикс                    | Твоё имя                    | [ 187 ] [ 188 ]         |
| パラグアイ       | 2017年9月9日   |                                  |                             |                         |
| ボリビア         | 2017年9月21日  |                                  |                             |                         |
| エクアドル       | 2017年9月22日  |                                  |                             |                         |
| コロンビア       | 2017年9月26日  |                                  |                             |                         |
| チリ             | 2017年9月28日  | Diamond Films                    |                             |                         |
| ブラジル         | 2017年10月1日  |                                  |                             |                         |
| アルゼンチン     | 2017年10月5日  |                                  |                             |                         |
| ペルー           | 2017年10月5日  |                                  |                             |                         |
| ウクライナ       | 2017年10月19日 | Истари комикс                    | Твоє iмя                    | [ 187 ] [ 189 ]         |
| オランダ         | 2017年11月2日  |                                  |                             |                         |
| ベルギー         | 2017年11月29日 |                                  |                             |                         |
| ドイツ           | 2018年1月11日  | Universum Film                   | Your Name.                  |                         |
| オーストリア     | 2018年1月12日  |                                  |                             |                         |

### アジア
台湾
2016年10月21日公開。これに先立ち、10月14日から16日までの3日間、先行上映会が行われた。
公開1週目の週末興行ランキングで第1位を獲得。また、10月31日にはそれまで日本映画歴代首位だった『リング』の台北での興行収入1億6200万台湾ドルを超え、歴代日本映画興行収入第1位を達成。最終興収は2億5000万台湾ドルを超えた。
 タイ
2016年11月10日公開。当初は10月6日公開予定だったが、諸事情により11月10日に延期された。週末4日間で約7000万円の興行収入で、週末興行ランキング1位を獲得。その後、興行収入は4,000万バーツを超え、これまで最高だった『STAND BY ME ドラえもん』の3,956万バーツを抜いて日本映画の興行収入第1位となっている。
 香港 (中国)
2016年11月11日公開。週末3日間で約8600万円の興行収入で、週末興行ランキング1位を獲得。さらに12月4日時点で2,500万香港ドルを超え、『STAND BY ME ドラえもん』の4600万香港ドルに次いで日本のアニメ映画の香港での興行収入第2位となった。
 中国
2016年12月2日公開。公開日は『君の名は。』の公式ウェイボーで公表された。日本公開からわずか3か月余という異例の早期公開に至った背景には、韓国のTHAAD配備を巡る中韓関係のかげりによる反動や、頭打ちの中国映画市場を促進させる思惑など、諸々の政治的事情があるとの見方もある。また、中国で公開される外国映画は、政治的な理由や青少年への教育上の配慮という理由で部分的にカットされることがあるが、日本的な神社にまつわるシーンや下着が見えるシーンを含め、本作はノーカット上映されている。
日本映画史上最大規模の約7千スクリーン（延べ6万7823スクリーン）で上映。公開3日間の累計興行収入は2.8億元（約42億5500万円）で、これまで最高だった『STAND BY ME ドラえもん』の2.3億元を上回り、日本映画の新記録を達成した。週末興行ランキング1位を獲得。その後、興行収入総額ベースでも『STAND BY ME ドラえもん』の5.3億元を抜き、日本映画の新記録を達成している。その後、2017年明けの時点で5.6億元に達し、2016年に爆発的ヒットした中国アニメ『大魚海棠』（紅き大魚の伝説）をも抜いて、2Dアニメとしては、中国で公開された作品の記録を更新した。
2017年2月2日をもって国内での上映は終了し、最終興収は5億7662万4000元（約95億円）となった。
 韓国
初日の興収は約10億ウォン（約1億円）で、13万8000人を動員し、『ハウルの動く城』以来13年ぶりの快挙となる初日の興行収入・観客動員数で1位デビューを果たした。公開5日目で観客数100万人、公開11日目で観客数200万人を突破した。1月22日現地点で観客数302万人を記録し、『ハウルの動く城』の301万人を超え、韓国で公開された歴代日本映画の観客数第1位を達成したが、新海の後作、『すずめの戸締まり』（2022年公開）が第1位となり、現在は第2位となる。最終観客数は367万人。

### ヨーロッパ・アメリカ
アイルランドおよび  イギリス
2016年11月18日公開。17館で上映され、週末興行収入で初登場29位（11月18日 - 20日、£21,910）。11月24日には一夜限りで104館での上映が行われ、日本アニメとしては過去最多のスクリーン数により、日本アニメの1日間の興行収入の新記録となる €127,350を達成した。2週目の週末興行収入は15位（11月25日 - 27日、23館）。
 フランス
2016年12月28日よりフランス国内120館で上映。2016年度劇場興行収入ランキングは163位。
 イタリア
上映期間は1月23日から25日までと、2月9日から14日まで。
 アメリカ合衆国
米国配給権を持つファニメーションは、アカデミー賞のノミネート条件（ロサンゼルス郡内の映画館で連続7日以上の期間有料で公開）を満たすために2016年12月2日から一週間のみロサンゼルスの映画館Laemmle Music Hallで公開する予定であると報じられ限定公開されたが、ノミネートは逃した。
全米公開は『Your name.』という題で、現地時間2017年4月7日からとなる。また一部劇場では、これに合わせてRADWIMPS・野田洋次郎が新たに英語に書き下ろした主題歌4曲を収録する英語主題歌版が上映されることも決定している（それに先駆け、日本でも一部劇場で1月28日より2週間限定で字幕付きの英語主題歌版が公開される）。4月8日の封切り週末の興行収入は、290館の上映で約164万ドル（1億8000万円）で13位となった。2017年の最終興行収入は501万7246ドル（約5億6000万円）で、同年に公開された日本のアニメ映画で興収1位となった。

## 評価

### 国外の評価
イギリス
以下の雑誌でいずれも星5の最高評価を得ている。
- ガーディアン - 「目がくらむほどの“体いれかわりロマンス”。新海誠監督は日本アニメ界の新たなキングであるという評価を確立した。」[223]
- エンパイア - 「新海誠。この名前に慣れておくべきである。このクレイジーな世の中に少しでも正義があるなら、今後 数年の間に、日本アニメ界の偉人である宮崎駿と同等の評価を彼は得るだろう。」[224]
- デイリー・テレグラフ - 「笑ってしまうほど美しい」[225]

マーク・カーモードは2016年にイギリスで公開された映画の中で、『君の名は。』が9番目に好きな映画であると述べている。
アメリカ
- IndieWire誌のデーヴィッド・アーリッヒが「新海誠のアニメはオスカー騒ぎを起こすに値するほど衝撃的である」と語っており、「B」と評価している[227]。
- COMICBOOK誌のミーガン・ピーターズが「そこのけピクサー、来年のオスカーは強敵がいる」と語っている[228]。
- 映画批評集積サイトのRotten Tomatoesには80件のレビューがあり、批評家支持率は98パーセント、平均点は10点満点で8.2点となっている[229]。
- Metacriticには25件のレビューがあり、加重平均値は79/100となっている[230]。

フランス
フランスでは五つ星で評価される。同国の総合映画サイトアロシネによると、同国の25のメディアが評価し、平均点は4であった。
- ル・モンド - 「類い稀なすれ違いの物語を通して思春期の若者の心を描写。見逃せない。」評価 星4[234]。
- カイエ・デュ・シネマ - 東日本大震災と結びつけ「生きていく為に、この悲劇を忘れ、何もなかったように振る舞う日本人の姿勢が描かれている」と分析した。評価 星5[233]。
- ポジティフ - 評価 星3[233]。

香港
- 評価 星4.5（星5満点）[235]。

### 受賞・ノミネート
| 賞                                                              | 賞                                       | ノミネート対象                    | 結果       |
| --------------------------------------------------------------- | ---------------------------------------- | --------------------------------- | ---------- |
| 第20回文化庁メディア芸術祭                                      | アニメーション部門 大賞                  | 君の名は。                        | 受賞       |
| 第34回ゴールデングロス賞                                        | 日本映画部門 最優秀・金賞                | 君の名は。                        | 受賞       |
| 第34回ゴールデングロス賞                                        | 日本映画部門 全興連ビックリ賞            | 君の名は。                        | 受賞       |
| 第40回日本アカデミー賞                                          | 優秀アニメーション作品賞                 | 君の名は。                        | 受賞       |
| 第40回日本アカデミー賞                                          | 優秀監督賞                               | 新海誠                            | 受賞       |
| 第40回日本アカデミー賞                                          | 最優秀脚本賞                             | 新海誠                            | 受賞       |
| 第40回日本アカデミー賞                                          | 最優秀音楽賞                             | RADWIMPS                          | 受賞       |
| 第40回日本アカデミー賞                                          | 話題賞（作品部門）                       | 君の名は。                        | 受賞       |
| 第59回ブルーリボン賞                                            | 作品賞                                   | 君の名は。                        | ノミネート |
| 第59回ブルーリボン賞                                            | 監督賞                                   | 新海誠                            | ノミネート |
| 第59回ブルーリボン賞                                            | 特別賞                                   | 君の名は。                        | 受賞       |
| 第71回毎日映画コンクール                                        | アニメーション映画賞                     | 君の名は。                        | 受賞       |
| 第71回毎日映画コンクール                                        | TSUTAYA×Filmarks映画ファン賞日本映画部門 | 君の名は。                        | 受賞       |
| 第71回毎日映画コンクール                                        | 音楽賞                                   | RADWIMPS                          | ノミネート |
| 第41回報知映画賞                                                | 特別賞                                   | 君の名は。                        | 受賞       |
| 第41回報知映画賞                                                | 作品賞・邦画                             | 君の名は。                        | ノミネート |
| 第41回報知映画賞                                                | 監督賞                                   | 新海誠                            | ノミネート |
| 第29回日刊スポーツ映画大賞・石原裕次郎賞                        | 作品賞                                   | 君の名は。                        | ノミネート |
| 第29回日刊スポーツ映画大賞・石原裕次郎賞                        | 監督賞                                   | 新海誠                            | 受賞       |
| 第29回日刊スポーツ映画大賞・石原裕次郎賞                        | 石原裕次郎賞                             | 君の名は。                        | ノミネート |
| 第26回東京スポーツ映画大賞                                      | 監督賞                                   | 新海誠                            | ノミネート |
| 第40回山路ふみ子映画賞                                          | 山路ふみ子文化賞                         | 新海誠                            | 受賞       |
| 第19回シナリオ作家協会 菊島隆三賞                               | 菊島隆三賞                               | 君の名は。 (新海誠)               | ノミネート |
| 第21回新藤兼人賞                                                | プロデューサー賞                         | 川口典孝                          | 受賞       |
| 2017年エランドール賞                                            | プロデューサー賞（田中友幸基金賞）奨励賞 | 川口典孝                          | 受賞       |
| 第12回渡辺晋賞                                                  | 特別賞                                   | 川村元気                          | 受賞       |
| 第36回藤本賞                                                    | 藤本賞                                   | 新海誠 川口典孝 古澤佳寛 川村元気 | 受賞       |
| 第26回日本映画批評家大賞                                        | アニメ部門 監督賞                        | 新海誠                            | 受賞       |
| 東京アニメアワードフェスティバル 2017                           | アニメ オブ ザ イヤー部門 監督・演出賞   | 新海誠                            | 受賞       |
| 第29回東京国際映画祭                                            | ARIGATO賞                                | 新海誠                            | 受賞       |
| 第58回日本レコード大賞                                          | 特別賞                                   | RADWIMPS                          | 受賞       |
| 第90回キネマ旬報ベスト・テン                                    | 読者選出日本映画ベスト・テン             | 君の名は。                        | 4位        |
| 第38回ヨコハマ映画祭                                            | 日本映画ベストテン                       | 君の名は。                        | 10位       |
| FILMARKS AWARDS 2016                                            | 総合ベストテン                           | 君の名は。                        | 1位        |
| FILMARKS AWARDS 2016                                            | 邦画編ベストテン                         | 君の名は。                        | 1位        |
| ぴあ映画生活ユーザー大賞2016                                    | 2016年映画ベスト10                       | 君の名は。                        | 2位        |
| SUGOI JAPAN Award 2017                                          | エンタメ小説部門                         | 小説 君の名は。                   | 1位        |
| みんなが選んだカドフェス杯2016                                  | 総合部門                                 | 小説 君の名は。                   | 1位        |
| 2016年に公開・上映されたアニメ作品（アニメ！アニメ！）          | 劇場・イベント上映部門                   | 君の名は。                        | 1位        |
| VFX－JAPANアワード2017                                          | 劇場公開アニメーション映画部門 最優秀賞  | 君の名は。                        | 受賞       |
| 2016年ユーキャン新語・流行語大賞                                | 候補語                                   | 君の名は。                        | ノミネート |
| 2016年ヒット商品番付（SMBCコンサルティング）                    | 東大関                                   | 君の名は。                        | 受賞       |
| 2016年ヒット商品番付（日経MJ）                                  | 西横綱                                   | 君の名は。                        | 受賞       |
| 2016年ヒット番付（日経エンタテインメント!）                     | 東横綱                                   | 君の名は。                        | 受賞       |
| ヒットメーカー・オブ・ザ・イヤー2016（日経エンタテインメント!） | グランプリ                               | 新海誠                            | 受賞       |
| デジタル・コンテンツ・オブ・ジ・イヤー'16／第22回AMDアワード    | 優秀賞                                   | 君の名は。                        | 受賞       |
| ベストチーム・オブ・ザ・イヤー 2016                             | 優秀賞                                   | 君の名は。チーム                  | 受賞       |
| ウーマン・オブ・ザ・イヤー2017                                  | 大賞                                     | 弭間友子                          | 受賞       |
| 第7回ロケーションジャパン大賞                                   | 特別賞（支持率部門）                     | 君の名は。×岐阜県飛驒市           | 受賞       |
| 第9回CDショップ大賞2017                                         | 入賞                                     | 君の名は。 (RADWIMPS)             | 受賞       |
| 第10回日本ブルーレイ大賞                                        | グランプリ                               | 君の名は。                        | 受賞       |
| 第10回日本ブルーレイ大賞                                        | カテゴリー部門 アニメ賞（邦画）          | 君の名は。                        | 受賞       |
| Yahoo!検索大賞2016                                              | 映画部門賞                               | 君の名は。                        | 受賞       |
| YouTube Rewind 2016                                             | トップトレンド動画（日本）               | 君の名は。予告                    | 1位        |
| 第21回日本インターネット映画大賞                                | 日本映画部門 作品賞（ベストテン）        | 君の名は。                        | 3位        |
| 第21回日本インターネット映画大賞                                | 日本映画部門 音楽賞                      | 君の名は。 (RADWIMPS)             | 受賞       |
| 第11回声優アワード                                              | シナジー賞                               | 君の名は。                        | 受賞       |
| 第11回声優アワード                                              | 主演男優賞                               | 神木隆之介                        | 受賞       |
| 第11回声優アワード                                              | 主演女優賞                               | 上白石萌音                        | 受賞       |
| ニュータイプアニメアワード 2015 - 2016                          | 作品賞（劇場上映部門）                   | 君の名は。                        | 1位        |
| ニュータイプアニメアワード 2015 - 2016                          | 主題歌賞                                 | 前前前世 (RADWIMPS)               | 2位        |
| ニュータイプアニメアワード 2015 - 2016                          | サウンド賞（劇伴）                       | 君の名は。 (RADWIMPS)             | 2位        |
| ニュータイプアニメアワード 2015 - 2016                          | 監督賞                                   | 新海誠                            | 3位        |
| 第1回アニものづくりアワード                                     | 総合グランプリ                           | サントリー天然水×君の名は。       | 受賞       |
| 第1回アニものづくりアワード                                     | アニメーションCM部門 金賞                | サントリー天然水×君の名は。       | 受賞       |
| 第1回アニものづくりアワード                                     | コンテンツコラボ部門 銀賞                | サントリー天然水×君の名は。       | 受賞       |
| 平成アニソン大賞                                                | 映画主題歌賞（2010年 - 2019年）          | 前前前世 (RADWIMPS)               | 受賞       |

日本アカデミー賞での優秀監督賞、最優秀脚本賞受賞はアニメ作品としては史上初の快挙となった。
| 賞                                                | 賞                                       | ノミネート対象                 | 結果       |
| ------------------------------------------------- | ---------------------------------------- | ------------------------------ | ---------- |
| 第44回アニー賞                                    | 長編インディペンデント作品賞             | 君の名は。                     | ノミネート |
| 第44回アニー賞                                    | 監督賞                                   | 新海誠                         | ノミネート |
| 第49回シッチェス・カタロニア国際映画祭            | アニメーション部門 最優秀長編作品賞      | 君の名は。                     | 受賞       |
| 第60回BFIロンドン映画祭                           | 公式コンペティション                     | 君の名は。                     | ノミネート |
| 第36回ブリュッセル・アニメーション映画祭          | 観客賞（最優秀長編アニメーション賞）     | 君の名は。                     | 受賞       |
| 第18回プチョン国際アニメーション映画祭            | 長編コンペティション部門 優秀賞          | 君の名は。                     | 受賞       |
| 第18回プチョン国際アニメーション映画祭            | 長編コンペティション部門 観客賞          | 君の名は。                     | 受賞       |
| 第22回エンパイア賞                                | 最優秀アニメーション賞                   | 君の名は。                     | ノミネート |
| 第21回サテライト賞                                | アニメーション・ミックスメディア映画賞   | 君の名は。                     | ノミネート |
| 第42回ロサンゼルス映画批評家協会賞                | アニメ映画賞                             | 君の名は。                     | 受賞       |
| 第13回女性映画批評家協会賞                        | BEST ANIMATED FEMALE                     | 君の名は。                     | ノミネート |
| 第14回国際シネフィル協会賞                        | アニメーション賞                         | 君の名は。                     | ノミネート |
| 第11回アジア・フィルム・アワード                  | 脚本賞                                   | 新海誠                         | ノミネート |
| カートゥーンズ・オン・ザ・ベイ プルチネルラ賞2017 | 最優秀監督賞                             | 新海誠                         | 受賞       |
| カートゥーンズ・オン・ザ・ベイ プルチネルラ賞2017 | 最優秀脚本賞                             | 新海誠                         | 受賞       |
| カートゥーンズ・オン・ザ・ベイ プルチネルラ賞2017 | スタジオオブザイヤー                     | コミックス・ウェーブ・フィルム | 受賞       |
| ジャパンエキスポアワード 2017                     | アニメ部門 Darumaアニメ大賞              | 君の名は。                     | 受賞       |
| ジャパンエキスポアワード 2017                     | アニメ部門 脚本Daruma賞                  | 君の名は。                     | 受賞       |
| ジャパンエキスポアワード 2017                     | アニメ部門 制作Daruma賞                  | 君の名は。                     | 受賞       |
| ジャパンエキスポアワード 2017                     | アニメ部門 サウンドトラックDaruma賞      | 君の名は。                     | 受賞       |
| ジャパンエキスポアワード 2017                     | アニメ部門 映画/OVA Daruma賞（一般投票） | 君の名は。                     | 受賞       |
| クランチロール・アニメアワード                    | アニメ映画賞                             | 君の名は。                     | 受賞       |
| AnimaniA賞 2019                                   | 映画賞                                   | 君の名は。                     | 受賞       |
| AnimaniA賞 2019                                   | 監督賞                                   | 新海誠                         | 受賞       |
| AnimaniA賞 2019                                   | スタジオ賞                               | コミックス・ウェーブ・フィルム | 受賞       |
| AnimaniA賞 2019                                   | キャラクターデザイン賞                   | 安藤雅司 田中将賀              | 受賞       |
| BBC選出2016年ベスト映画トップ10                   | ベスト映画トップ10                       | 君の名は。                     | 10位       |

第89回アカデミー賞長編アニメ映画賞にエントリーされたが、本選ノミネートはされなかった。

## 著作権侵害の被害

### 個人による著作権侵害
Twitterにて、本作の本編映像が違法にアップロードされた外部サイトへのリンクが拡散されており、製作委員会は従来の広報用アカウントとは異なる注意喚起用のアカウントを新たに開設した。このような動画へのリンクをつぶやいたアカウントに対して「このURLは違法にアップロードされた動画へのリンクです。即刻、当該ツイートを削除してください。」と警告を行っている。東宝がTwitter上でこうした取り組みを行うのは初めてである。
2016年11月4日には、ファイル共有ソフトを用いて本作をインターネット上に無断で公開したとして、著作権法違反の疑いで神奈川県藤沢市の54歳の男性が書類送検された。11月24日にも、同様の行為で沖縄県那覇市の36歳の男性が書類送検された。

### 「Everfilter」問題
2016年12月3日、「TopBuzz Japan」を名乗る組織がスマートフォン向け写真加工アプリ・Webコンテンツ「Everfilter」を公開した。このコンテンツは、スマートフォンで撮影した風景画像を簡単にアニメ風に加工できるというもので、アプリはApp StoreやGoogle Playにて無料で世界各地に公開されていた。同アプリ説明には「君の名は」などと書かれ、本作の映像や音楽を用いたPR動画も公開されていた。しかし、本作や『秒速5センチメートル』に出てくる背景美術が同コンテンツでそのまま使用されているのではないかとの指摘が相次いだところ、運営元は4日に公式ツイッターアカウントで著作権侵害を認めて謝罪、6日には全てのコンテンツの公開を中止した。

## ホームメディア

### 発売形態
2017年7月26日に、Blu-rayは「コレクターズ・エディション」、「スペシャル・エディション」、「スタンダード・エディション」の3形態、DVDは「スタンダード・エディション」のみ1形態の、全4形態で発売された。
| 形態    | 形態                       | 品番      | 本編ディスク                      | 特典ディスク  | 封入特典                                              |
| ------- | -------------------------- | --------- | --------------------------------- | ------------- | ----------------------------------------------------- |
| Blu-ray | コレクターズ・エディション | TBR27260D | 4K Ultra HD Blu-ray Blu-ray 計2枚 | Blu-ray 計3枚 | 縮刷版台本 ブックレット（100ページ） ミニキャラシール |
| Blu-ray | スペシャル・エディション   | TBR27261D | Blu-ray 1枚                       | Blu-ray 計2枚 | ブックレット（100ページ） ミニキャラシール            |
| Blu-ray | スタンダード・エディション | TBR27262D | Blu-ray 1枚                       | なし          | ミニキャラシール                                      |
| DVD     | スタンダード・エディション | TDV27263D | DVD 1枚                           | なし          | ミニキャラシール                                      |

また、先着予約特典として、キャストとRADWIMPSのお気に入りのシーンからセレクトされた全34種の特製フィルムしおりのうち、1種がランダムで付属した。

### 映像特典内容
| 収録ディスク  | 収録内容 | 収録時間           | 収録形態                                                                       |
| ------------- | --- | ------------------ | ------------------------------------------------------------------------------ |
| 本編ディスク  | 映画公開記念特番「新海誠・日本中がこの才能に恋をする。」 英語主題歌版本編 プロモーション映像集（特報・予告・TVスポットなど） 新海誠監督フィルモグラフィ                                  | 本編107分+特典46分 | コレクターズ・エディション スペシャル・エディション スタンダード・エディション |
| 特典ディスク1 | ビデオコンテ 「君の名は。」メイキングドキュメンタリー | 188分              | コレクターズ・エディション スペシャル・エディション                            |
| 特典ディスク2 | ビジュアルコメンタリー（神木隆之介・上白石萌音・RADWIMPS） 未使用音声クリップ ノンテロップ・オープニング サントリー天然水 CM スパークル [original ver.] -Your name. Music Video edition- | 124分              | コレクターズ・エディション スペシャル・エディション                            |
| 特典ディスク3 | 「君の名は。」の物語〜現代の物語の役割〜 新海誠監督講演映像 イベント記録映像集 | 204分              | コレクターズ・エディション                                                     |

### チャート成績
発売初週にBlu-rayは、「スタンダード・エディション」が20.2万枚、「コレクターズ・エディション」が12.6万枚、「スペシャル・エディション」が9.4万枚売り上げ、8月7日付週間Blu-ray総合ランキングで1 - 3位を独占した。また、DVDの「スタンダード・エディション」も21.6万枚売り上げ、8月7日付週間DVD総合ランキングで1位を獲得した。
|                                          | 週間Blu-ray総合ランキング | 週間Blu-ray総合ランキング   | 週間Blu-ray総合ランキング   | 週間DVD総合ランキング |
| コレクターズ・ エディション              | スペシャル・ エディション | スタンダード・ エディション | スタンダード・ エディション |                       |
| ---------------------------------------- | ------------------------- | --------------------------- | --------------------------- | --------------------- |
| 1週目（7月24日 - 30日集計、8月7日付）    | 2位                       | 3位                         | 1位                         | 1位                   |
| 2週目（7月31日 - 8月6日集計、8月14日付） | 8位                       | 7位                         | 2位                         | 1位                   |
| 3週目（8月7日 - 13日集計、8月21日付）    | 6位                       | 5位                         | 2位                         | 1位                   |
| 4週目（8月14日 - 20日集計、8月28日付）   | 11位                      | 10位                        | 2位                         | 1位                   |

また、TSUTAYA店舗におけるレンタル回数での初月実績（4週間集計）において、日本映画ジャンル歴代1位を記録、週間レンタルランキングでは、10週連続で1位を獲得した。TSUTAYA2017年間ランキング（全国TSUTAYA調べ）では、レンタル・セルともに総合1位を獲得した。

## テレビ放映
| 回数 | 放送局     | 放送枠           | 放送形態       | 放送日         | 放送時間      | 放送分数 | 平均世帯 視聴率 | 備考                                                                                  |
| ---- | ---------- | ---------------- | -------------- | -------------- | ------------- | -------- | --------------- | ------------------------------------------------------------------------------------- |
| 1    | テレビ朝日 | （なし）         | 本編ノーカット | 2018年1月3日   | 21:00 - 23:07 | 127分    | 17.4%           | 地上波初放送 エンドロールは、テレビ用に編集                                           |
| 2    | テレビ朝日 | （なし）         | 本編ノーカット | 2019年6月30日  | 21:00 - 23:09 | 129分    | 12.4%           | 本編終了後に『天気の子』の冒頭シーンを放送                                            |
| 3    | 日本テレビ | 金曜ロードショー | 本編ノーカット | 2022年10月28日 | 21:00 - 23:24 | 144分    | 9.9%            | 『すずめの戸締まり』公開記念 本編終了後に『すずめの戸締まり』の冒頭12分が独占初公開。 |

## メディアミックス

### 小説
『小説 君の名は。』（角川文庫）
2016年6月18日発売 (ISBN 978-4-04-102622-9)。
映画の公開より2か月早く発売された小説版。著者は新海誠。前述の通り出版社の作品紹介文では「原作小説」とされているが、脚本の完成後、映画の制作も終盤になってから執筆されたもので新海自身は「小説版」「映画のノベライズ」「どちらが原作なのかと問われると微妙なところ」と、そのあとがきで書いている。映画と大きな差異はないが、瀧と三葉の一人称で語られるため2人とも不在であるシーンについては記述がない。また、2018年8月28日から原作小説をオーディオブック化したAudible版が配信されている。朗読は朴璐美が担当しており、方言監修には映画と同じく岐阜県出身のかとう有花が起用されている。
2016年10月20日に累計発行部数が100万部を突破したことが明らかとなった。2016年推定売上部数文庫部門年間1位（オリコン調べ）。2016年12月、世界22ヵ国にて刊行が決定した。2019年7月時点で175万部を突破している。また、角川文庫の「カドフェス杯2016」において総合第1位に選出された。その後も「カドフェス杯2017」において感動第1位に選出、「カドフェス杯2018」において高校生が選んだ第1位に選出されている。
『君の名は。』（角川つばさ文庫）
2016年8月15日発売 (ISBN 978-4-04-631641-7)。
角川文庫版にふりがなをつけ、子どもにも読みやすいようにした児童文庫。著者は新海誠。挿絵はちーこ。
『君の名は。 Another Side: Earthbound』（角川スニーカー文庫）
2016年8月1日発売 (ISBN 978-4-04-104659-3)。
外伝小説。瀧、勅使河原、四葉、俊樹（町長）の視点から描いた短編4話。著者は加納新太。カバーイラストは田中将賀。口絵・本文イラストは朝日川日和。また、2018年12月6日より原作小説をオーディオブック化したAudible版が配信されている。朗読は第一話から第三話までを上白石萌音が、第四話を大原さやかが担当している。累計発行部数は2018年12月時点で35万部を突破している。

### 漫画
『君の名は。』（アライブコミックス）
雑誌『月刊コミックアライブ』で連載されたコミカライズ版。作画は琴音らんまる。一部の登場人物の設定変更や漫画オリジナルのエピソードや展開も若干追加されているものの、全体のストーリーは映画と変わらない。
1巻 2016年8月23日発売、ISBN 978-4-04-068509-0
2巻 2016年12月23日発売、ISBN 978-4-04-068591-5
3巻 2017年4月22日発売、ISBN 978-4-04-069170-1
『君の名は。 Another Side: Earthbound』
無料マンガ配信サービス『サイコミ』 (Cygames) で連載された外伝小説のコミカライズ。作画は中村ジュンヤ。
1巻 2018年2月23日発売、ISBN 978-4-04-069649-2
2巻 2019年7月16日発売、ISBN 978-4-04-065562-8